# Fox Farm
Fox Farm er en britisk stumfilm fra 1922 af Guy Newall.

## Medvirkende
- Guy Newall - James Falconer
- Ivy Duke - Ann Wetherall
- Barbara Everest - Kate Falconer
- Cameron Carr - Jack Rickerby
- A. Bromley Davenport - Sam Wetherall
- Charles Evemy - Slim Wetherall
- John Alexander - Jacob Boase